# Un ange (film, 2018)
Pour plus de détails, voir Fiche technique et Distribution.
Un ange est un film dramatique belge-néerlandais-sénégalais réalisé par Koen Mortier, sorti en 2018. Adaptation libre du roman Monoloog van iemand die het gewoon werd tegen zichzelf te praten de Dimitri Verhulst paru en 2011 et inspiré, sans le citer, de la vie du coureur cycliste belge Frank Vandenbroucke. L'hôtel où décède le héros, la Rose des Sables (nom réel du lieu de tournage), ne se trouve qu'à quelques centaines de mètres de l’établissement La Maison bleue, où est décédé Frank Vandenbroucke à Saly Niakh Niakhal.

## Synopsis
Thierry Brasfort est un coureur cycliste belge surnommé « L'Eddy Mercks flamand », il est en pleine ascension dans sa carrière quand, dans une descente où il est en tête, il fait une sortie de route et se blesse très gravement à la tête. Il doit suivre une longue convalescence durant laquelle il décide, contre l'avis de son manager, d'aller rejoindre son frère Serge au Sénégal. Il  apprend alors qu'il est renvoyé de son équipe à cause de cette incartade.
Les deux frères veulent profiter des amusements d'une vie de touristes argentés et fréquentent des prostituées. Thierry tombe rapidement amoureux de Fatou, mais il est sujet à des séquelles de son accident, a des accès de violence et fait des cauchemars. Il continue à absorber des produits illicites auxquels il a développé une accoutumance, ce qui complique encore les choses. Un matin, Fatou le retrouve mort dans son lit.

## Fiche technique
- Titre original : Un ange
- Réalisation : Koen Mortier
- Scénario : Koen Mortier, d'après le roman de Dimitri Verhulst
- Décors :
- Costumes : Alette Kraan
- Photographie : Nicolas Karakatsanis
- Montage : Nico Leunen
- Musique : Soulsavers
- Producteur : Eurydice Gysel et Koen Mortier
  - Coproducteur : Eve Commenge et Marc van Warmerdam
- Production : Anonymes Films et Graniet Film
- Distribution : Wayna Pitch
- Pays d'origine :  Belgique,  Pays-Bas et  Sénégal
- Genre : Drame
- Durée : 105 minutes
- Dates de sortie :
  - Belgique : 
    - 7 septembre 2018 (Oostende)
    - 19 septembre 2018 (en salles)

  - Pays-Bas : 28 septembre 2018
  - France : 13 février 2019

## Distribution
- Vincent Rottiers : Thierry
- Fatou N'Diaye : Faé
- Paul Bartel : Serge
- Aïcha Cissé : Binta
- Katrien Goossens : France
- Alexander Blumenthal : Thierry jeune
- Luc Assez : Roger
- Yankhouba Diop : le chauffeur Idrissa
- Rokhaya Niang : la coiffeuse

## Distinctions

### Nominations
- Magritte 2019 :
  - Magritte du meilleur film flamand.